# Кайвский дуб

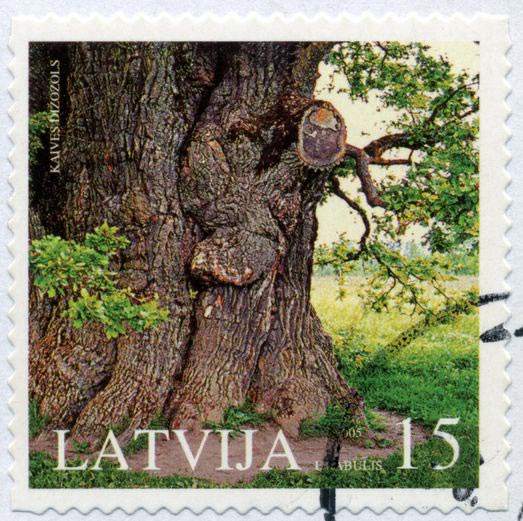
Кайвский дуб на почтовой марке Латвии 2005 года

Кайвский дуб (латыш. Kaives ozols, Kaives Senču ozols) — самое старое дерево Латвии и самый толстый дуб в Прибалтике. Дуб растёт в Тукумском крае, у северной окраины местечка Кайве, у хутора Сенчи. Высота дуба 18,0 м, обхват 10,2 м, возраст дерева около 1000 лет. Кайвский дуб — природоохраняемый объект и включен в список природных памятников Латвии. Кайвский дуб почитается у язычников как место волшебное и колдовское.